# وودبرانچ (تگزاس)
وودبرانچ، تگزاس (به انگلیسی: Woodbranch, Texas) یک شهر در ایالات متحده آمریکا با جمعیت ۱٬۳۰۵ نفر است که در تگزاس واقع شده‌است.

## موقعیت جغرافیایی
موقعیت جغرافیایی شهرها و مناطق اطراف به شرح زیر است: